# ماري موريس (ممثلة أمريكية، 1895)
ماري موريس (بالإنجليزية: Mary Morris)‏ هي ممثلة أمريكية، ولدت في 24 يونيو 1895 في Swampscott, Massachusetts ‏ في الولايات المتحدة، وتوفيت في 16 يناير 1970 في نيويورك في الولايات المتحدة.

## وصلات خارجية
- ماري موريس (ممثلة) على موقع IMDb (الإنجليزية)
- ماري موريس (ممثلة) على موقع قاعدة بيانات برودواي على الإنترنت (الإنجليزية)
- ماري موريس (ممثلة) على موقع قاعدة بيانات الفيلم (الإنجليزية)